# Charmon kozyrevskii
Charmon kozyrevskii är en stekelart som beskrevs av Sergey A. Belokobylskij 1998. Charmon kozyrevskii ingår i släktet Charmon och familjen bracksteklar. Inga underarter finns listade i Catalogue of Life.